# Хуайхуа
Хуайхуа́ (кит. упр. 怀化, пиньинь Huáihuà) — городской округ в провинции Хунань КНР.

## История
В 1942 году на стыке трёх уездов был создан уезд Хуайхуа, названный так по находившейся в тех местах почтовой станции.
После образования КНР в 1949 году были созданы Специальный район Юаньлин (沅陵专区), состоящий из 8 уездов, и Специальный район Хуэйтун (会同专区), также состоящий из 8 уездов. В марте 1950 года посёлок Хунцзян уезда Хуэйтун Специального района Хуэйтун был выделен в отдельный городской уезд Хунцзян.
2 сентября 1952 года оба этих специальных района были расформированы: уезды Юнсуй, Цяньчэн, Луси и Фэнхуан бывшего Специального района Юаньлин были переданы в состав новообразованного Сянси-Мяоского автономного района окружного уровня, а остальные административные единицы были объединены в Специальный район Чжицзян (芷江专区). 13 ноября 1952 года власти специального района переехали из уезда Чжицзян в посёлок Аньцзян (安江镇) уезда Цяньян, и Специальный район Чжицзян был переименован в Специальный район Цяньян (黔阳专区).
5 июня 1953 года городской уезд Хунцзян был присоединён к уезду Цяньян (黔阳县). 2 сентября 1953 года городской уезд Хунцзян был воссоздан и подчинён напрямую властям провинции.
7 мая 1954 года уезд Тундао (通道县) был преобразован в Тундао-Дунский автономный уезд.
5 декабря 1956 года уезд Хуансянь (晃县) был преобразован в Синьхуан-Дунский автономный уезд.
В 1958 году городской уезд Хунцзян был возвращён в состав Специального района Цяньян, а уезд Суйнин был передан в состав Специального района Шаоян (邵阳专区).
В 1959 году Хунцзян был передан в подчинение властям уезда Цяньян, а уезд Цзинсянь (靖县) был присоединён к Тундао-Дунскому автономному уезду.
В 1961 году Хунцзян был вновь выведен из состава уезда Цяньян, снова перейдя в подчинение властям специального района, уезд Цзинсянь был вновь выделен из Тундао-Дунского автономного уезда, и кроме того из уезда Цяньян был выделен городской уезд Аньцзян (安江市).
20 октября 1962 года городской уезд Аньцзян был вновь присоединён к уезду Цяньян.
20 мая 1963 года городской уезд Хунцзян был опять присоединён к уезду Цяньян.
В 1970 году Специальный район Цяньян был переименован в Округ Цяньян (黔阳地区).
В 1975 году власти округа переехали в посёлок Юйшувань (榆树湾镇) уезда Хуайхуа (怀化县), после чего посёлок был переименован в Хуайхуа (怀化镇).
4 апреля 1979 года посёлок Хуайхуа с окрестностями был выделен из уезда Хуайхуа в отдельный городской уезд Хуайхуа (怀化市), а 1 сентября из уезда Цяньян был вновь выделен городской уезд Хунцзян.
Постановлением Госсовета КНР от 30 июня 1981 года Округ Цяньян был переименован в Округ Хуайхуа (怀化地区).
Постановлением Госсовета КНР от 24 декабря 1982 года уезд Хуайхуа был присоединён к городскому уезду Хуайхуа.
Постановлением Госсовета КНР от 22 сентября 1986 года уезд Чжицзян (芷江县) был преобразован в Чжицзян-Дунский автономный уезд.
Постановлением Госсовета КНР от 19 февраля 1987 года уезд Цзинсянь был преобразован в Цзинчжоу-Мяо-Дунский автономный уезд.
Постановлением Госсовета КНР от 31 октября 1988 года уезд Маян (麻阳县) был преобразован в Маян-Мяоский автономный уезд.
Постановлением Госсовета КНР от 29 ноября 1997 года были расформированы округ Хуайхуа и городской уезд Хуайхуа, и образован городской округ Хуайхуа; при этом на территории бывшего городского уезда Хуайхуа были образованы район Хэчэн и уезд Чжунфан, а уезд Цяньян был присоединён к городскому уезду Хунцзян.

## Административно-территориальное деление
Городской округ Хуайхуа делится на 1 район, 1 городской уезд, 5 уездов, 5 автономных уездов:
| Карта | Статус                               | Название             | Иероглифы                        | Пиньинь | Население (2010) | Площадь (км²) |
| --- | ------------------------------------ | -------------------- | -------------------------------- | ------- | ---------------- | ------------- |
| Хэчэн Чжунфан Юаньлин Чэньси Сюйпу Хуэйтун Маян-Мяоский · автономный · уезд Синьхуан-Дунский · автономный · уезд Чжицзян-Дунский · автономный · уезд Цзинчжоу-Мяо-Дунский · автономный · уезд Тундао-Дунский · автономный · уезд Хунцзян |                                      |                      |                                  |         |                  |               |
| Район | Хэчэн                                | 鹤城区               | Hèchéng qū                       |         |                  |               |
| Городской уезд | Хунцзян                              | 洪江市               | Hóngjiāng shì                    |         |                  |               |
| Уезд | Чжунфан                              | 中方县               | Zhōngfāng xiàn                   |         |                  |               |
| Уезд | Юаньлин                              | 沅陵县               | Yuánlíng xiàn                    |         |                  |               |
| Уезд | Чэньси                               | 辰溪县               | Chénxī xiàn                      |         |                  |               |
| Уезд | Сюйпу                                | 溆浦县               | Xùpǔ xiàn                        |         |                  |               |
| Уезд | Хуэйтун                              | 会同县               | Huìtóng xiàn                     |         |                  |               |
| Маян-Мяоский автономный уезд | Маян-Мяоский автономный уезд         | 麻阳苗族 自治县      | Máyáng Miáozú zìzhìxiàn          |         |                  |               |
| Синьхуан-Дунский автономный уезд | Синьхуан-Дунский автономный уезд     | 新晃侗族 自治县      | Xīnhuǎng Dòngzú zìzhìxiàn        |         |                  |               |
| Чжицзян-Дунский автономный уезд | Чжицзян-Дунский автономный уезд      | 芷江侗族 自治县      | Zhǐjiāng Dòngzú zìzhìxiàn        |         |                  |               |
| Цзинчжоу-Мяо-Дунский автономный уезд | Цзинчжоу-Мяо-Дунский автономный уезд | 靖州 苗族侗族 自治县 | Jìngzhōu Miáozú Dòngzú zìzhìxiàn |         |                  |               |
| Тундао-Дунский автономный уезд | Тундао-Дунский автономный уезд       | 通道侗族 自治县      | Tōngdào Dòngzú zìzhìxiàn         |         |                  |               |

## Население
В урбанизированной части округа преобладают китайцы, в западной и южной частях Хуайхуа проживают мяо и дуны.

## Транспорт
В декабре 2021 года введена в эксплуатацию 245-километровая высокоскоростная железнодорожная линия Чжанцзяцзе — Цзишоу — Хуайхуа.